# Burg Schnellerts
Die Burg Schnellerts ist die Ruine einer Höhenburg oberhalb des Weilers Stierbach, Gemarkung Affhöllerbach, in der Gemeinde Brensbach im Odenwaldkreis in Hessen.

## Lage
Die Ruine steht auf einer 350,20 m über NN hohen bewaldeten Bergkuppe, dem so genannten und auch namensgebenden Schnellerts oder Schnellertsberg im nördlichen Odenwald. Diese Kuppe markiert das Ende eines nach Nordwesten gegen das Gersprenztal gerichteten Bergrückens, der unter Einschluss der Burg und des Weilers Stierbach die südliche Grenze der Gemarkung Affhöllerbach gegen Ober-Kainsbach bildet. Ober-Kainsbach ist ein Ortsteil von Reichelsheim.
Von der heute bewaldeten Bergkuppe bestand bis 1900 eine gute Sicht ins Tal der Gersprenz sowie zwei Seitentäler, besonders auf die nicht zum früheren Kirchspiel und Zentgericht Kirchbrombach gehörenden Nieder-Kainsbach und Fränkisch-Crumbach.

## Geschichte

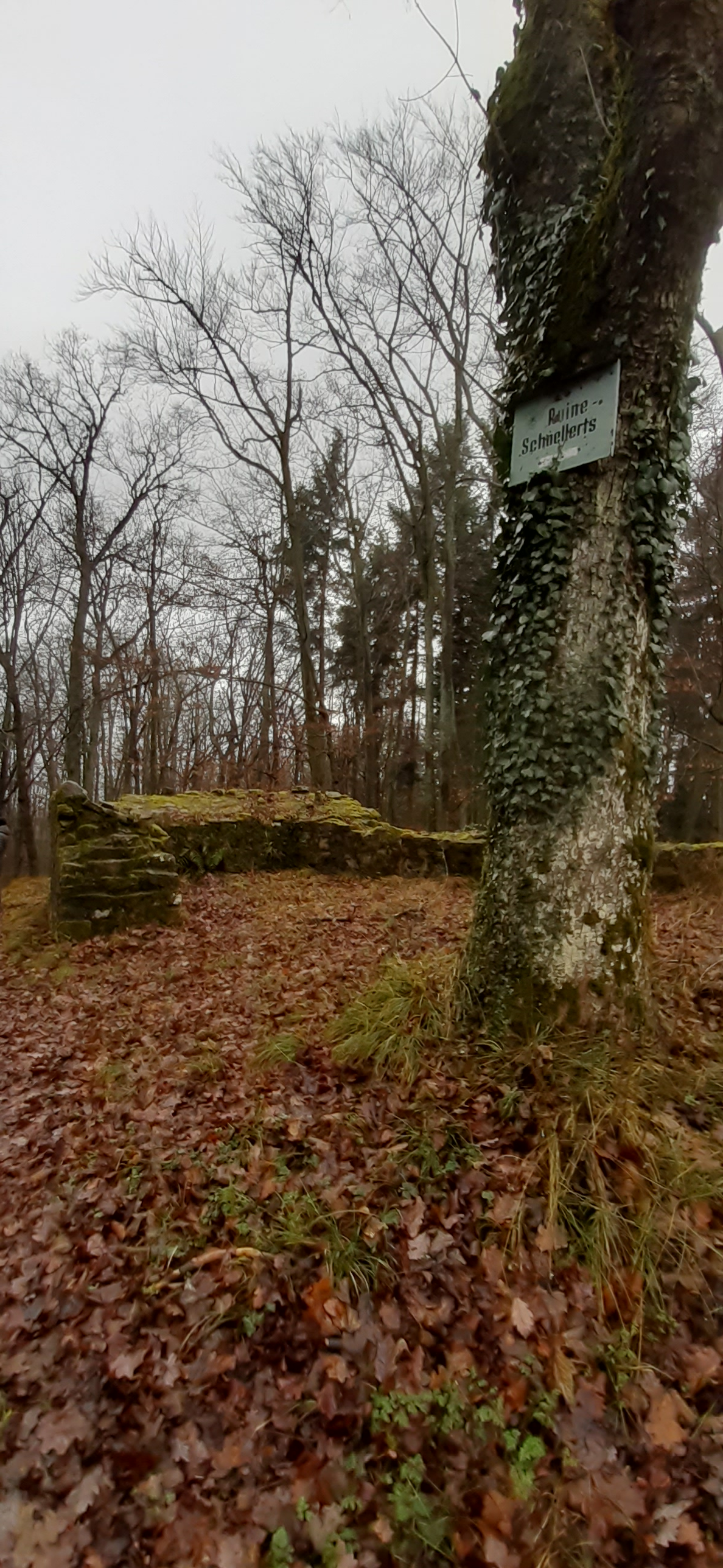
Blick auf Zugang, Nordostecke des wiederaufgemauerten Berings und Infotafel in der Burg

Über die sagenumwobene Burg Schnellerts im Odenwald gibt es keine urkundlichen Nachweise. Ihre Geschichte ergibt sich aus archäologischen Ausgrabungen des 20. Jahrhunderts und aus der Forschungsgeschichte des Schnellerts seit dem 18. Jahrhundert.
Die 1998 erschienene Denkmaltopographie des Odenwaldkreises verortet die Errichtung der Anlage in die erste Hälfte des 13. Jahrhunderts in spätstaufischere Zeit und nennt als mögliche Erbauer die Herren von Crumbach auf Rodenstein, die die Burg den Expansionsbestrebungen der Schenken von Erbach entgegengesetzt haben könnten. Ein 1391 erwähntes festes Huß zu Kunspach, damals in Breuberger Besitz, ist höchstwahrscheinlich mit der Burg oberhalb des Kainsbachs gleichzusetzen.
Nach neueren Überlegungen könnte die Anlage möglicherweise einem im Umfeld der Grafen von Erbach belegten Ministerialengeschlecht von Hochhausen oder den Herren von Frankenstein zuzuordnen sein.
Eine Ziegel- und Brandlehmanalyse von Bodenfunden im Lumineszenzlabor des Curt-Engelhorn-Zentrums für Archäometrie im Klaus-Tschira-Labor für physikalische Altersbestimmung in Mannheim ergab eine Altersabschätzung von Aufbau und Zerstörung der Fachwerkbauten, die mit der Burg errichtet wurden, von etwa 1220 bis 1330 bei einer Abweichung von +/- 90 Jahren. Altersschätzungen für Funde von Ofenbecherkacheln, Reste einer Glocke, einen romanischen Bogenstein und für einen hochmittelalterlichen Steigbügel stützen die Datierung der Burg. Die Burg wurde also etwas über 100 Jahre nach ihrer Erbauung wieder zerstört. Fundstücke wie auffällig viele Blidenkugeln, Pfeilspitzen und Armbrustbolzen sowie Brandspuren deuten auf ein gewaltsames Ende der Burg im Mittelalter hin, vermutlich kurz nach 1300, wie die Forschungsgemeinschaft Schnellerts meint, vielleicht aber auch erst nach der Erwähnung von 1391, wie die Autoren der Denkmaltopographie meinen.
Der heutige Name der Burg wurde vom Berg, 1426 bei der Erwähnung einer „snelharts wiese“ erstmals genannt, auf die Anlage übertragen, der eigentliche Burgname ist nicht bekannt.
Im Jahr 1742 wurde die Ruine erstmals in den Reichenberger Protokollen eines Erbacher Amtmanns erwähnt. Weitere Erwähnungen darin setzen sich bis 1796 fort. 1745 heißt es, vom „uralten Schloss“ seien „nur noch wenige Rutera zu sehen“. Ab 1747 gehörte die Ruine den Grafen von Erbach-Schönberg. In den Protokollen findet sich auch ein Hinweis auf den „Schnellertsgeist“, der durch die Scheunen der Haalhöfe geht. 1756 gehörte die Schnellertswiese zum Haalhof im Kainsbachtal unterhalb der Burg. Die Sage vom Rodensteiner verbindet die Burgruine Schnellerts mit der nahe gelegenen Burg Rodenstein, da in der Sage der Schnellertsherr durch die Luft zum Rodenstein zieht.
Im 19. Jahrhundert waren zunächst noch große Steinmassen von der Ruine vorhanden, so dass Teile der Burgmauer noch zwei bis drei Meter hoch gestanden haben sollen. 1840 fand das erste Sommerfest auf dem Schnellerts statt, wozu das Burgareal planiert wurde. 1886 wurde die Ruine auf dem Schnellerts von dem Brensbacher Pastorensohn Professor Eduard Anthes (1859–1922), Altertumsforscher, Archäologe und Streckenkommissar der Reichslimeskommission, als mittelalterlich erkannt, bis dahin hatte die Anlage als römischer Wehrbau gegolten. 1891 wurde der Ohlyturm als hölzerner Aussichtsturm im Gelände der Ruine errichtet, wurde aber bereits 1906 wieder abgerissen.
1971 und 1972 fanden wilde Grabungen auf dem Berg statt. 1975 gründete sich die Interessengemeinschaft Schnellertsfreunde, aus der am 6. August 1976 die Forschungsgemeinschaft Schnellerts e. V. hervorging, um Restaurierungsarbeiten durchzuführen. Bis 1990 wurde ein Großteil der Mauern konserviert und restauriert.
1991 fanden wissenschaftliche Nachgrabungen statt. Die Grabungsergebnisse wurden seit 1995 von Christof Krauskopf in der Magisterarbeit: ....davon nur noch wenige rutera zu sehen seyn sollen.... publiziert. Im Alten Rathaus, dem evangelischen Gemeindehaus neben der Kirche in Brensbach, befindet sich das Schnellertsmuseum mit Funden der Ausgrabung.

## Anlage
Von der Anlage sind Reste der unregelmäßigen sechseckigen Ringmauer erhalten, sie wurde von 1976 bis 1990 auf den vorhandenen Grundmauern konserviert. Das von der Mauer gebildete Polygon hatte einen maximalen Durchmesser von 36,50 Metern. Im Osten der Anlage, an die Ringmauer angebaut, befindet sich ein runder Turmstumpf mit dem Durchmesser von etwa 6,50 Metern, 2,10 Meter dicken Mauern und einem Verlies mit 2,25 Durchmesser, wohl der Hauptturm oder Bergfried der Anlage. Sein kleiner Innenraum lässt die Vermutung zu, dass er eher als Wach- und Schutzturm und nicht als Wohnturm diente.
Der Eingang zur Burg befand sich an der Westseite. Ausgeprägte Torwangen lassen vermuten, dass sich darüber ein Gebäude aus Fachwerk befand. Weitere Burggebäude haben nur geringe Spuren in der Erde hinterlassen. Nachgewiesen wurden zwei ziegelgedeckte Fachwerkbauten an der Nordnordwestmauer und ein Stallgebäude in der Nordostecke, die heute nicht sichtbar sind. Von einem massiven Steingebäude wurde ein romanischer Gewändestein des 13. Jahrhunderts vorgefunden. Funde von Ofenbecherkacheln werden mindestens zwei Öfen auf der Burg zugeordnet.
Auf allen Seiten gut sichtbar ist der umlaufende Graben und die Berme. In der modernen Schutzhütte, einem ehemaligen Schafstall im Norden des Burghofes, befinden sich Schautafeln zur Burg und zum Böllsteiner Odenwald.

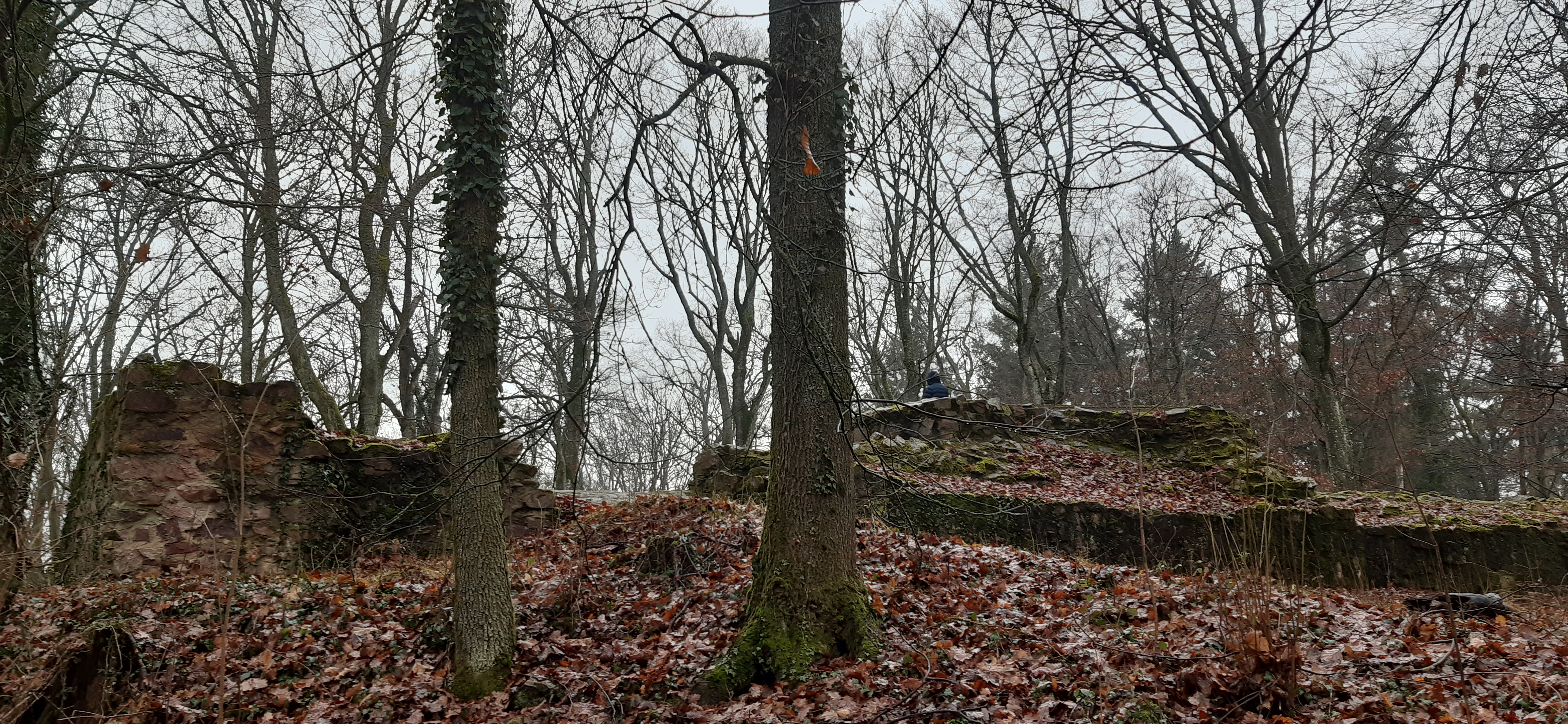
Südöstliche Ecke der Burg, Turmstumpf halbrechts im Bild
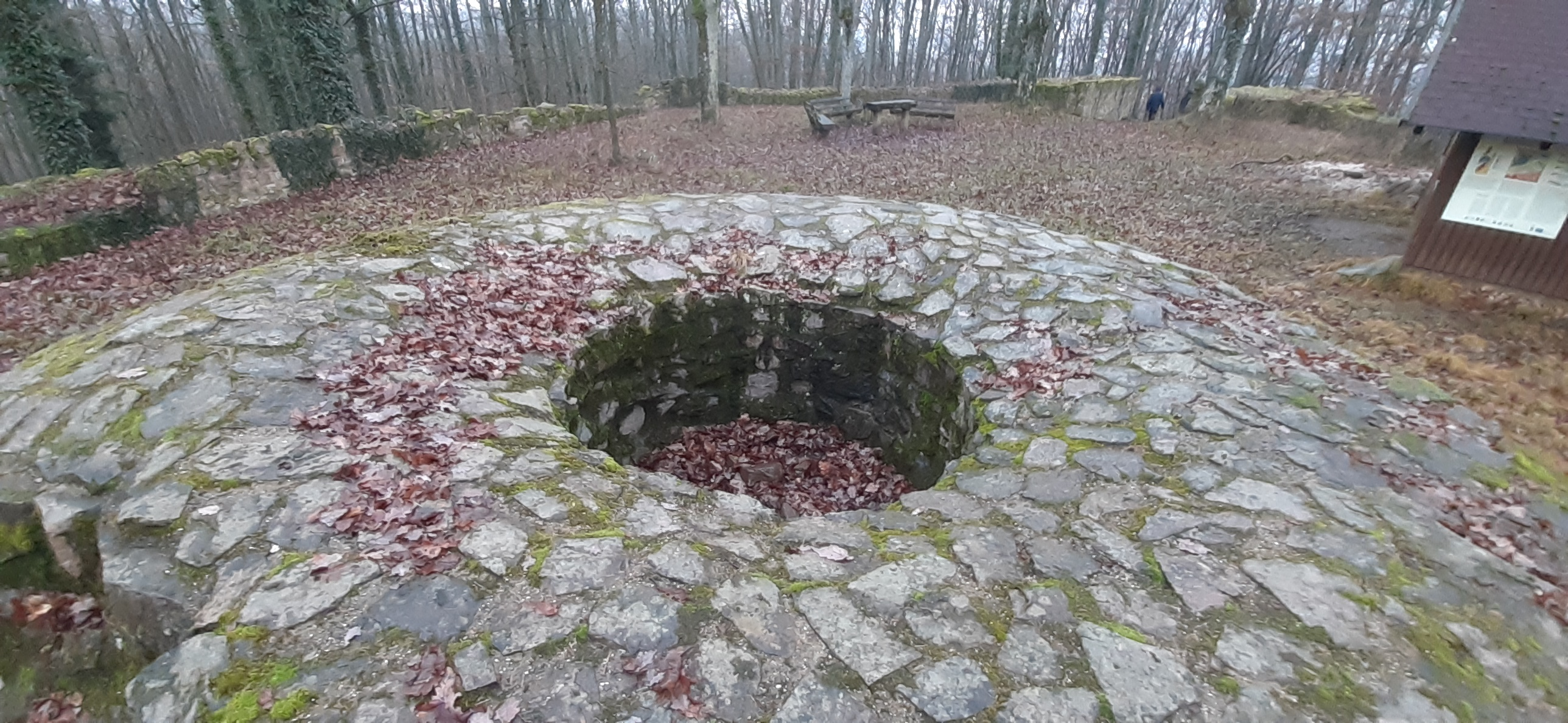
Blick vom Turmstumpf im Osten über das Burggelände nach Nordosten zum Zugang. An der Hütte rechts standen die nachgewiesenen Fachwerkbauten.
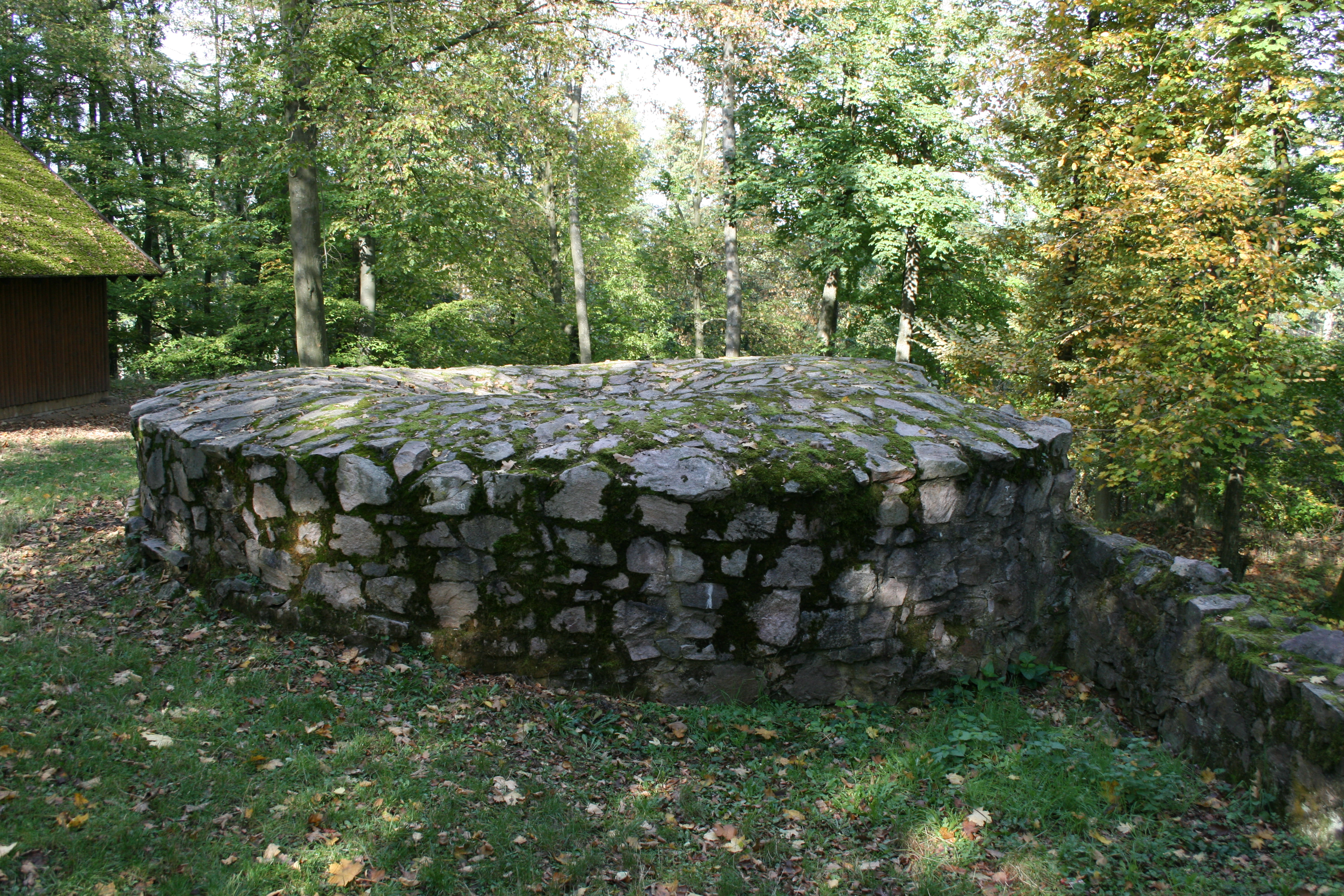
Ansicht des Turmstumpfes von Süden
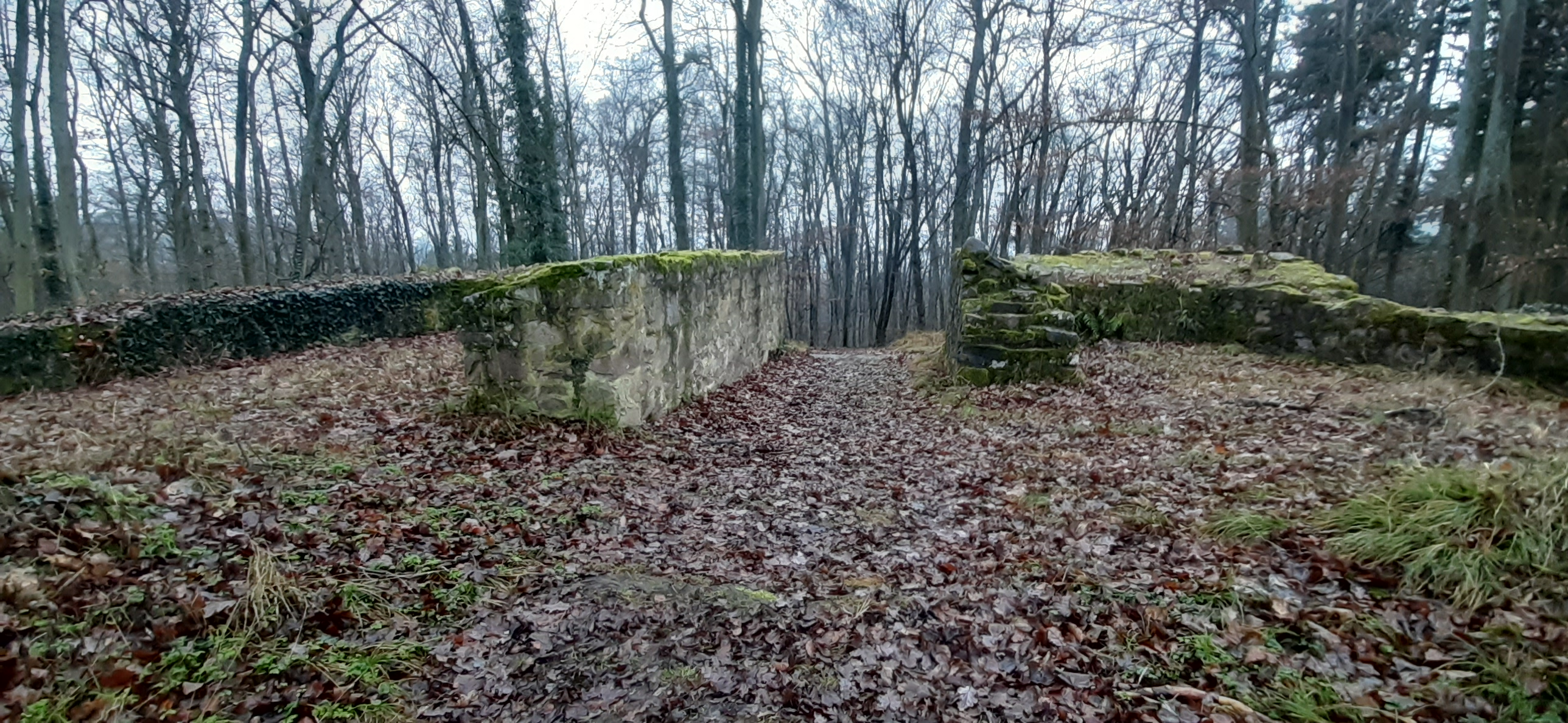
Burgzugang vom Innern
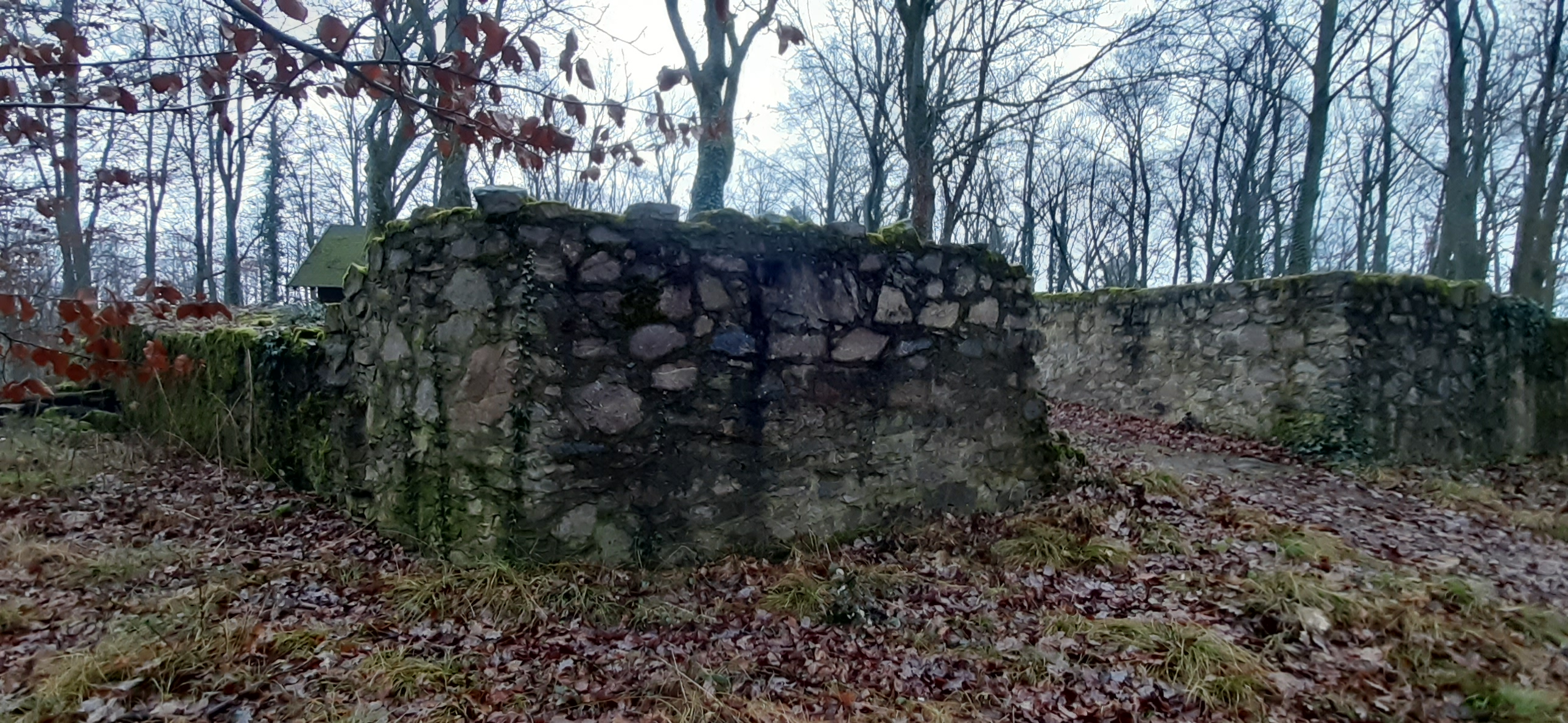
Wiederaufgemauerte Burgmauer im Nordwesten mit Zugang zur Burg
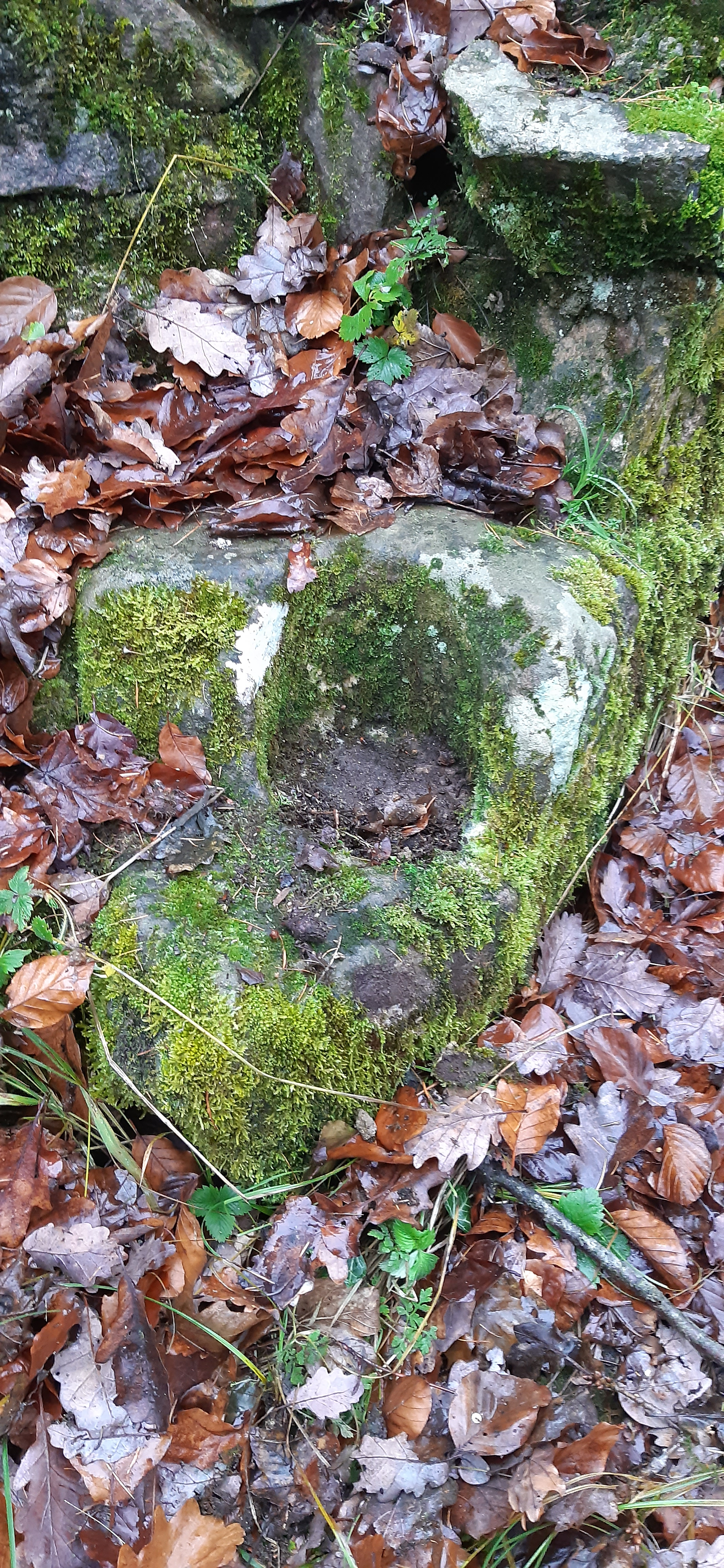
Der bei den Ausgrabungen gefundene nördliche Torangelstein

## Sagen
- Ludwig Bechstein: Des Rodensteiners Auszug[8] (Sage mit Bezug zu den Burgen Rodenstein und Schnellerts)